# Buslijn 335
Buslijn 335 Leuven Gasthuisberg - Rotselaar - Aarschot verbindt Leuven met Aarschot via de N19. Aan het ronde punt in Rotselaar wijkt hij, in tegenstelling tot lijn 334 af van de N19 tot in Wezemaal om de dorpskern van Rotselaar te bedienen. Ook lijn 333 gaat aan de rotonde naar links, maar die rijdt van de Stationsstraat verder rechtdoor via de Provinciebaan naar Werchter en Tremelo.
Buslijn 310 volgt een heel andere reisweg tussen Leuven en Aarschot. De snelste manier om van Leuven naar Aarschot te reizen, zijn echter de bussen 305 en 306.

## Pachter
De ritten worden deels gereden door STACA, een pachter in Kortenberg.

## Geschiedenis

### 1994
De toenmalige lijn 35A (Leuven - Rotselaar) werd in november 1994 doorgetrokken naar de Gasthuisbergsite.Belga (14/2/1997). [gopress.be/Public/index.php?page=archive-article&issueDate=1997-02-14&articleOriginalId=belgabelga029114021997-00000 De Lijn verbetert bussenaanbod van en naar Leuven]. Persbericht.  Geraadpleegd op 12/5/2014.

### 1997
In 1997 werd Lijn 35A dan opgesplitst in de lijnen 332, 333, 334 en 335. Lijn 332 reed vanaf Leuven-station over Wijgmaal naar de Vleugtweg in Wezemaal. Deze werd in 2008 echter weer opgeheven wegens te lage bezettingsgraad. 630 geeft tegenwoordig een goed alternatief, maar daar was toen nog geen sprake van.

### 1998
Op 24 mei 1998 werden een paar nieuwe regelingen ingevoerd. Er werden 32 bijkomende autobussen aangekocht en jaarlijks worden 1,8 miljoen extra kilometers gereden.

### 2004
Sinds 28 mei 2004 rijden er nachtbussen op lijn 335 op vrijdag- en zaterdagnacht tussen Leuven en Rotselaar. De prijs voor een biljet was toen €1,20. Aangezien de Stad Leuven als derdebetaler optreedt, moest op- of afstap wel in Leuven plaatsvinden. De prijs voor een biljet was toen €1,20. Aangezien Stad Leuven als derdebetaler optreedt, moest op- of afstap wel in Leuven plaatsvinden.

### 2008
Sinds 7 januari 2008 is er ook een marktbus op woensdagen. Bussen 333 en 335 rijden kort nadien ook op zondagen om de 120 minuten, wat resulteert in een bus per uur tussen Leuven en Rotselaar.

### 2009
Begin mei 2009 werd ook het aanbod aan nachtbussen fors uitgebreid en werden deze ook gratis, omdat ook de omliggende gemeentes, met uitzondering van Holsbeek instapten in het derdebetalersysteem.

### 2012
In 2012 was er een grote besparingsronde. Naar aanleiding daarvan werd het aantal ritten van de nachtbus gehalveerd en vertrok de laatste bus om 2u i.p.v. 2u30.

## Route
- Dynamische kaart op Openstreetmap met mogelijkheid tot inzoomen, omgeving bekijken en export als GPX

## Externe verwijzingen
- haltelijst
- routeplan
- Website De Lijn